# Собор Святої Софії (Житомир)
50°15′17.88″ пн. ш. 28°39′16.19″ сх. д. / 50.2549667° пн. ш. 28.6544972° сх. д.
Конкафедральний костел Святої Софії — римо-католицький храм у Житомирі, конкафедральний собор Києво-Житомирської дієцезії (разом із Кафедральним собором Святого Олександра в Києві). Побудований у 1746 році, в 1789—1801 роках перебудований.

## Історична довідка
На сьогоднішній день житомирський Католицький кафедральний костел Святої Софії — це одна з найстаріших пам'яток архітектури Житомира державного значення, яка збереглася до наших днів. Крім того, він є повноцінним діючим храмом, в якому проводяться урочисті служби. Храмове свято — 15 травня.
У 2011 році перед собором Святої Софії був встановлений пам'ятник Папі Римському Іоанну Павлу II.

## Архітектура

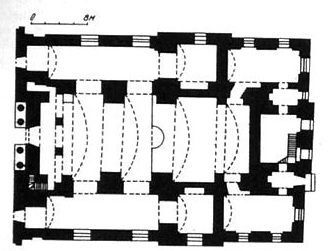
план костелу

Костел був побудований як вдала комбінація бароко та пізнього ренесансу. У XIX столітті костел був реконструйований, і переважним в його архітектурі стилем став класицизм.
Фасад кафедрального собору Святої Софії розбитий на два яруси, будівлю увінчано гострими вежами. На північний схід від костелу розташована дзвіниця, висота якої складає 26 метрів. Товщина цегляних стін кафедрального собору сягає 2 метрів. Один з пілонів будівлі прикрашений барельєфом, присвяченим знаменитому піаністу і композитору Юліушу Зарембському.
Доповнюють вигляд собору іонічні і тосканські ордери, а також оздоблення веж рустами. Без змін збереглося внутрішнє оздоблення храму, ліпнина і настінні розписи.

## Орган
Орган костелу був встановлений у 1897 та є одним із найстаріших в Україні. Це єдиний орган фірми «E.F. Walcker» з Людвігсбургу, що зберігся на українській території. Має два мануали та педальну клавіатуру, 21 регістр.
У 1937 році, коли відбувалося знищення церковного майна, орган врятували парафіяни, які ховали його частини. В післявоєнний період, коли його відновлювали, багатьох труб не вистачало, частини збирали із залишків кількох житомирських органів.

## Галерея

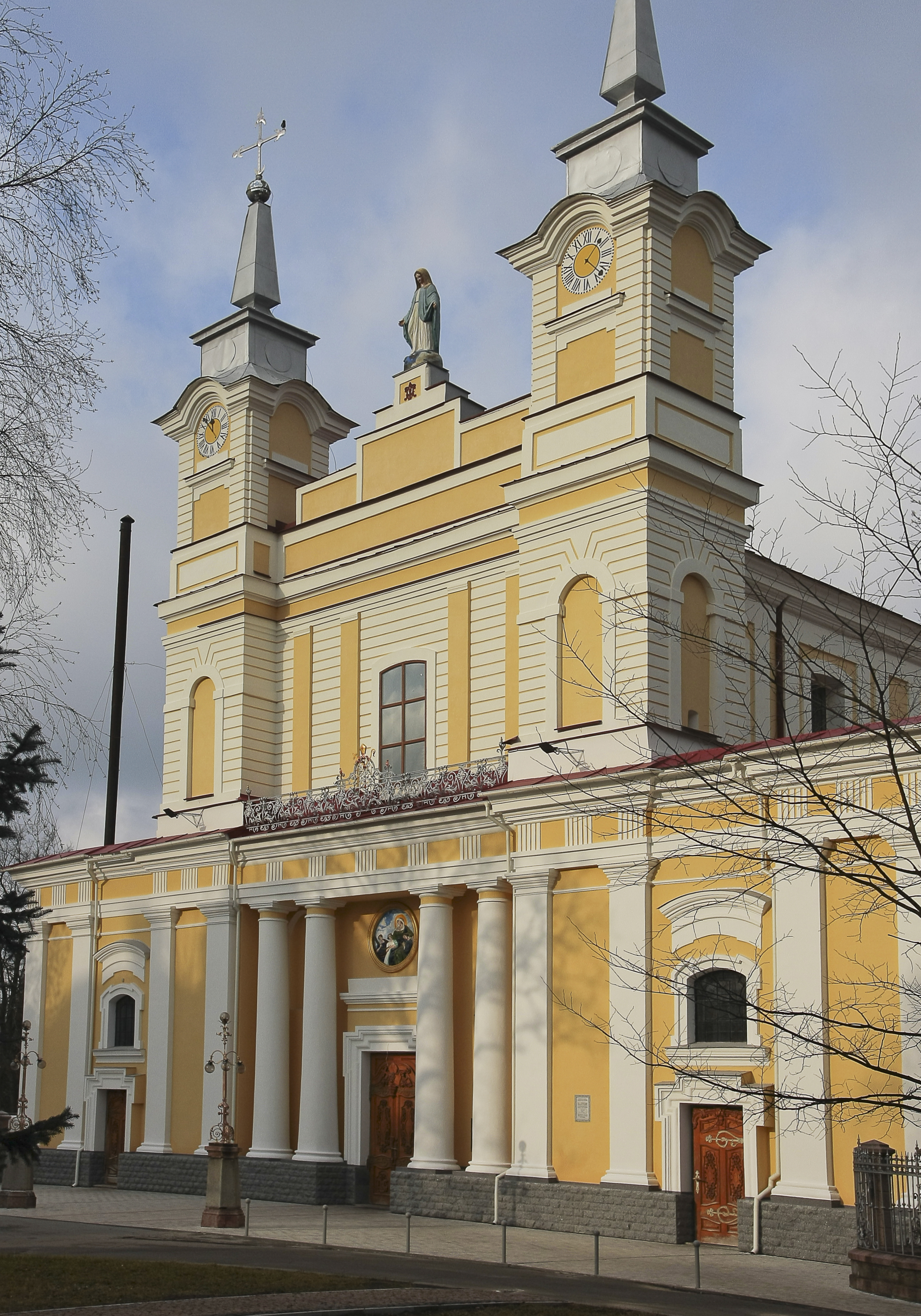
Головний фасад
Пам'ятник Папі Римському Івану Павлу II
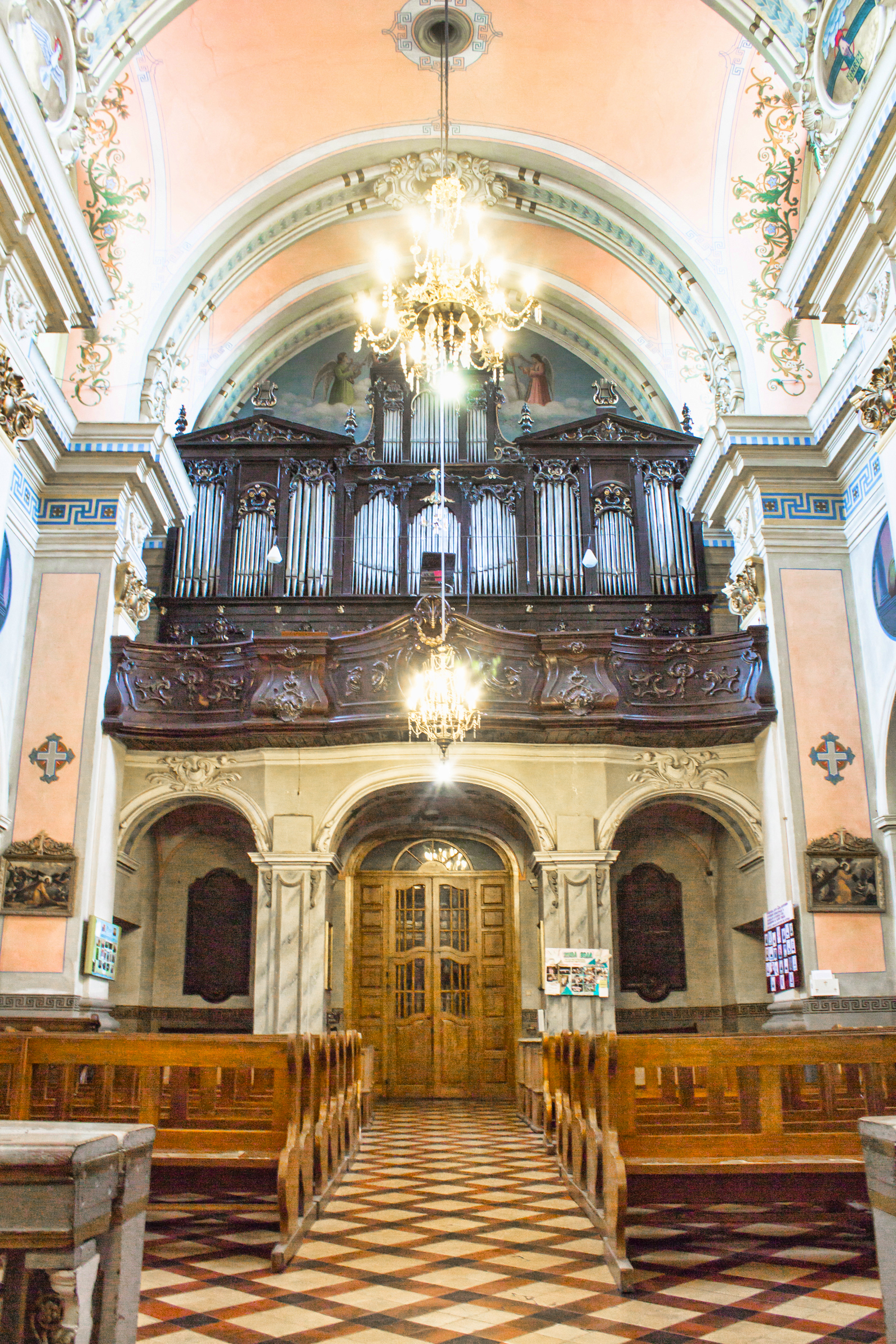
Орган фірми «Walcker»